# Mikrofilm

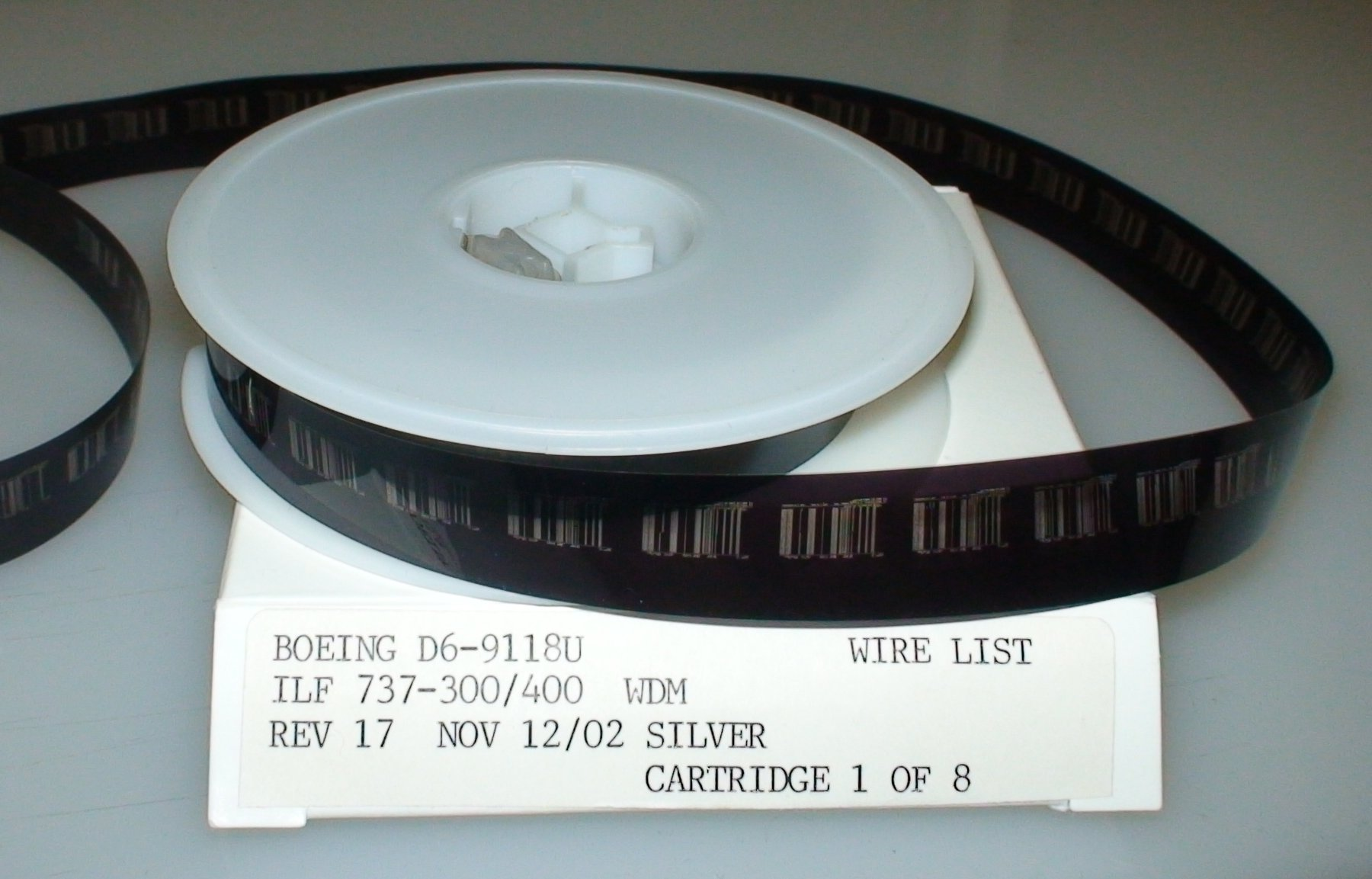
Mikrofilm...

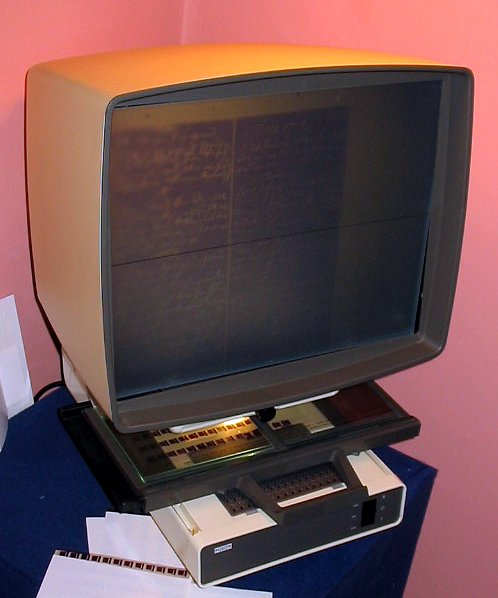
...és mikrofilmolvasó.

A mikrofilm olyan feldolgozott film, amely egy dokumentumot tartalmaz. A filmen a méret körülbelül 25-ödére csökken az eredeti dokumentumhoz képest, és még nagyobb fokú kicsinyítés is alkalmazható. A mikrofilmet különösen filmtekercsek és mikrofiche (lapok) formájában használják, és speciális eszközökkel olvassák le, amelyek a képernyőn felnagyítják a képet. A kép lehet pozitív vagy negatív.
A 20. század elején a könyvtárak mikrofilmeket kezdtek használni az újsággyűjtemények megőrzésére, végül a levéltárak is elkezdtek ilyen filmet használni a gyakran olvasott dokumentumok megőrzésére. Hagyhatták a közönséget, hogy kezelje a szöveg másolatát, miközben az eredetit biztonságban lehetett tartani. A mikrofilm az archív anyagok hatékony megosztását is lehetővé tette. A módszert helytakarékosság céljából is alkalmazták: a könyveket tárolni lehet, míg a jóval kisebb helyet foglaló mikrofilmekhez könnyen hozzá lehet férni.
Norvégiában a legfontosabb genealógiai források többsége, például az egyházi feljegyzések, összeírások mikrofilmre készültek.
Az utóbbi időben a digitalizáció egyre inkább átvette a mikrofilmezés helyét. Ez a technika még kevesebb tárhelyet igényel, a dokumentumok könnyebben megoszthatók, és a dokumentumok fényképe (szkennelt változata) könnyen kombinálható az átírt, kereshető változatokkal.